# Ramazan Keskin
Ramazan Keskin (* 4. Januar 1999 in Alaçam) ist ein türkischer Fußballspieler.

## Karriere

### Verein
Keskin spielte für die Jugendmannschaft des Vereins Bursa Güven SK und gehörte ab 2011 der Nachwuchsabteilung von Bursaspor an. Hier erhielt er 2018 einen Profivertrag und gehörte fortan auch dem Profikader an. Sein Profidebüt gab er am 6. Oktober 2018 in der Erstligabegegnung gegen MKE Ankaragücü.

### Nationalmannschaft
Keskin startete seine Nationalmannschaftskarriere 2015 mit einem Einsatz für die türkische U-17-Nationalmannschaft und spielte später auch für die türkische U-19-Nationalmannschaft.